# Matria (pel·lícula)
Matria és una pel·lícula de drama social espanyola del 2023 dirigida per Álvaro Gago (en el seu primer llargmetratge) i protagonitzada per María Vázquez. Ha estat rodada en gallec.

## Sinopsi
Ambientada en un poble de pescadors gallec, la trama segueix la difícil situació de la Ramona, una dona treballadora amb dificultats econòmiques que lluita per mantenir-se dempeus.

## Repartiment
- María Vázquez com a Ramona[2]
- Santi Prego com a Andrés[2]
- Soraya Luaces com a Estrella[2]
- E.R. Cunha "Tatán" com a Xosé[2]
- Susana Sampedro com a Carme[2]

## Producció
La història es basa lliurement en la vida de Francisca Iglesias, una dona que va tenir cura de l'avi de Gago, i que va protagonitzar el curtmetratge homònim de Gago. María Vázquez va assumir el paper protagonista del llargmetratge, interpretant una versió més jove del personatge. Iglesias té un paper menor a la pel·lícula. La pel·lícula ha estat produïda per la pontevedresa Matriuska Producciones, la madrilenya Avalon PC, la valenciana Elastica Films i la barcelonina Ringo Media. Completament rodada en gallec, María Vázquez (criada a la província de Lugo) va afrontar el repte d'adaptar el seu gallec a la varietat de les Rías Baixas.

## Estrena
La pel·lícula es va estrenar mundialment el 17 de febrer de 2023 a la 73a edició del Festival Internacional de Cinema de Berlín, projectada a la programació Panorama. Es va estrenar en cinemes a Espanya el 24 de març de 2023.